# Paragorgopis maculata
Paragorgopis maculata är en tvåvingeart som beskrevs av Giglio-tos 1893. Paragorgopis maculata ingår i släktet Paragorgopis och familjen fläckflugor. Inga underarter finns listade i Catalogue of Life.